# Могила (курган)

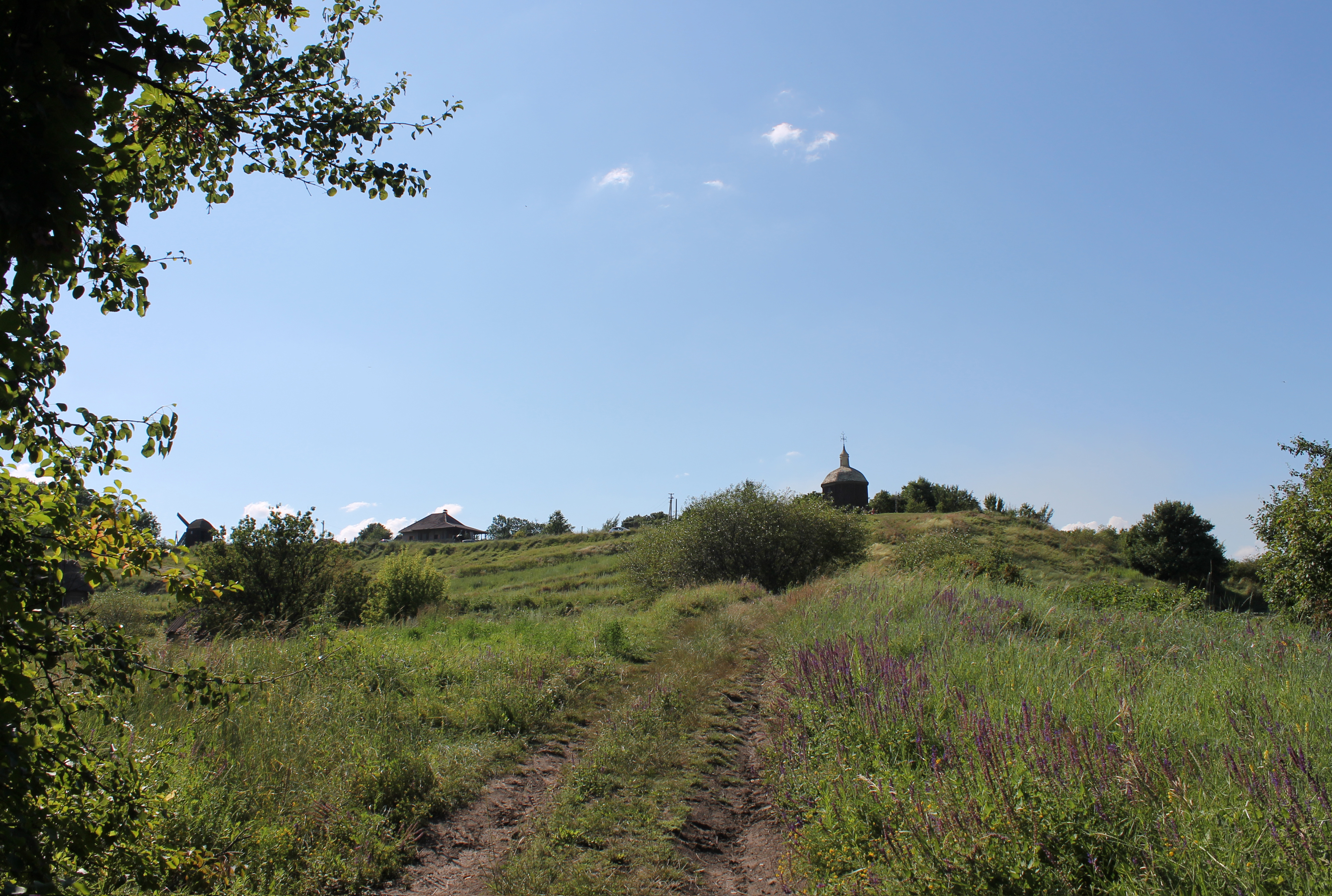

Гора Могила — древньоруський курган XII століття в межах села Витачів Обухівського району Київської області. Знаходиться в східній частині селища, неподалік від берега Дніпра. Це другий за висотою курган біля Витачева, після гори Красуха. Абсолютна висота кургану становить 190 метрів, а відносна — 66 метрів.

## Походження назви
Згідно із загальноприйнятою версією, назва кургану символізує поховання. Могилою здавна називали місце, де відбулося поховання. Проведені археологічні дослідження на чолі з археологом та директором інституту археології Академії наук України Борисом Рибаковим у 1961 році підтвердили наявність масового поховання людей. Назва кургану використовується жителями селища і до цього часу, однак в минулі десятиліття вона була більш поширеною. В останні роки почалося використання нового терміна для кургану — «Княжий шпиль», який виник кілька років тому у працях місцевих аматорів, однак не має історичного обґрунтування, оскільки навіть слово "шпиль" не є слов'янським. Деякі місцеві аматори хибно переконані в тому, що саме тут відбувся з'їзд удільних князів, більш відомий як Витичівський з'їзд 1100 року, однак жодних підтверджень цьому немає, тому ряд інших краєзнавців та істориків вважають, що з'їзд князів відбувся безпосередньо у Витичеві, тобто на 4 кілометри вище по Дніпру.

## Історія
Гора Могила — один із наймолодших курганів не лише в межах Витачева, але й усієї Київської області. Він був утворений не раніше кінця XI або першої половини XI століття, як місце поховання жителів міста Новгород-Святополчий, який був закладений в 1096 році за 4 кілометри від Витичева. В кінці травня 1223 року Новгород-Святополчий був захоплений і знищений військами Чингісхана. За оцінками істориків на момент захоплення міста татаро-монголами його населення становило до 1,5 тисячі мешканців, більшість із яких були знищені. Масове поховання загиблих жителів Новгорода-Святополчого відбулося в перші дні червня 1223 року. З того часу курган носить ім'я Могила, яка збереглася до наших днів.

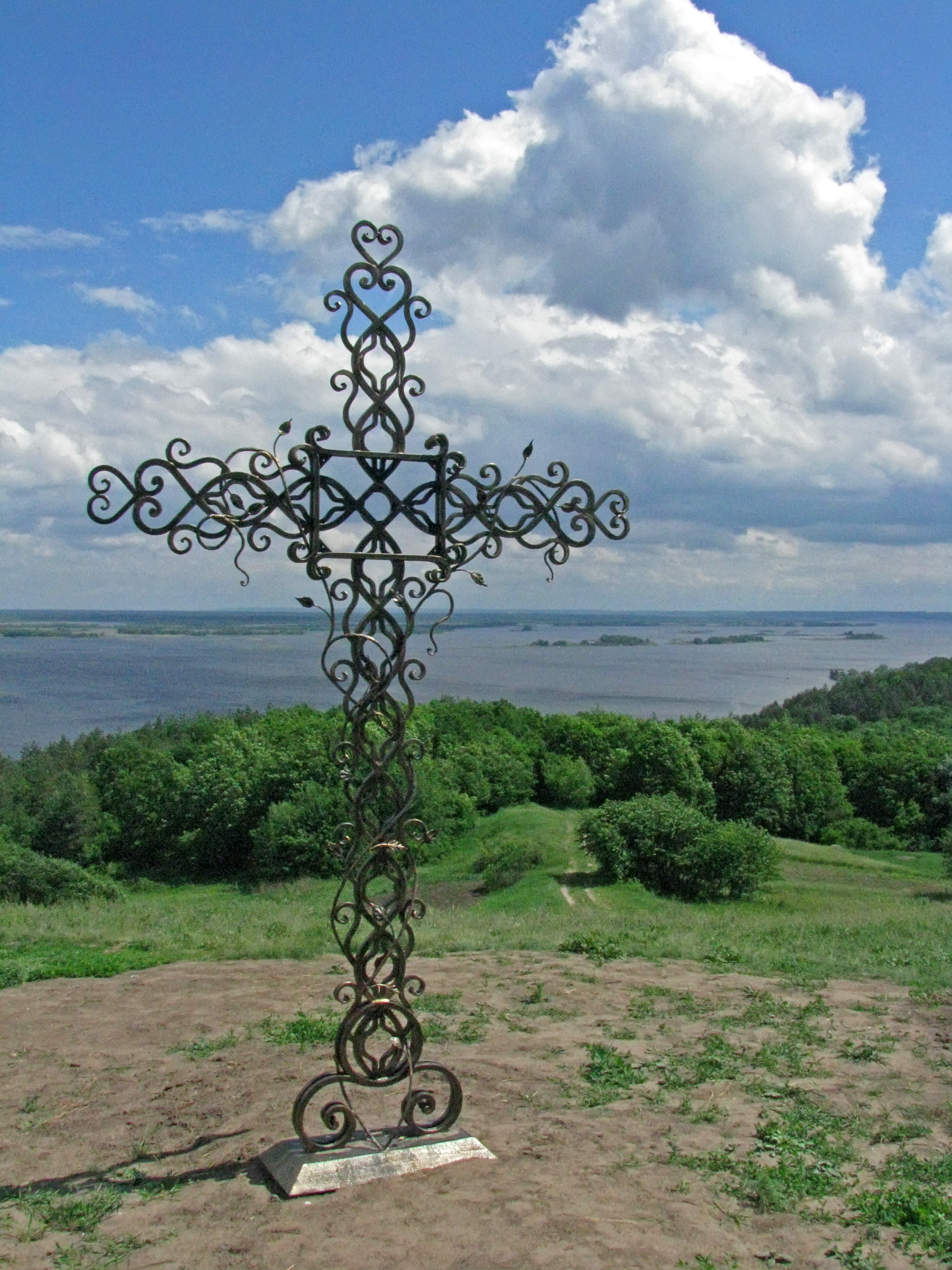
Залізний кований хрест в пам'ять про загиблих жителів міста Новгород-Святополчий в 1223 році

За ініціативою відомого духовного та громадського діяча, провідника Української духовної республіки Олеся Бердника в 1991 році на горі Могила було збудовано дерев'яну каплицю за особистим малюнком Тараса Григоровича Шевченка, яка більш відома як Витачівська каплиця. В травні 2007 року встановлено залізний кований хрест в пам'ять про загиблих жителів міста Новгород-Святополчий в ніч з 30 на 31 травня 1223 року, та похованих на цьому місці.

## Гора Могила в мистецтві
В листопаді 2004 року в цій місцевості відбулися зйомки фільму "Богдан Зиновій Хмельницький". Дерев'яна каплиця неодноразово з'являється в цій кінокартині.

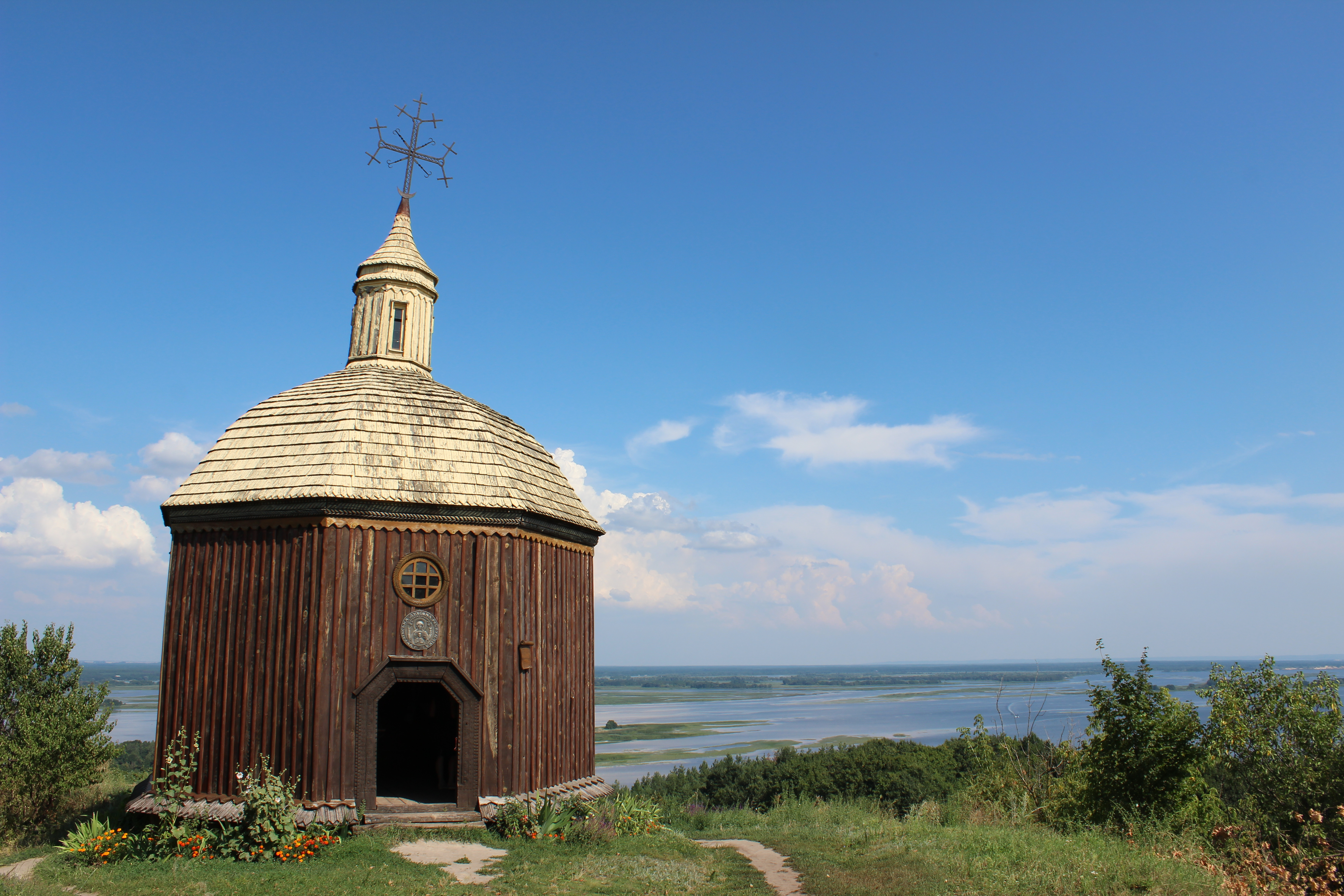
Дерев'яна каплиця, на горі Могила. Споруджена в 1991 році за ескізом Тараса Шевченка